# Révolte des Comuneros (Colombie)
Pour les articles homonymes, voir Révolte des Comuneros et Comunero.
 (octobre 2023).

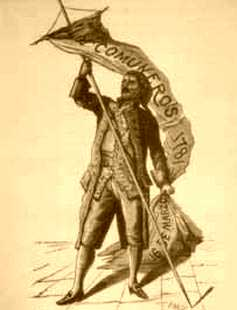
Le comunero Francisco de Medina.

La révolte des Comuneros est un soulèvement des habitants de la vice-royauté de Nouvelle-Grenade contre les autorités espagnoles en 1781 dans la région de l'actuel département de Santander, en Colombie. Bien que les causes sous-jacentes aient été surtout économiques, les idées de liberté et d'autonomie gouvernementales ont été exprimées. Ces soulèvements ont précédé la lutte pour se libérer du colonialisme espagnol qui a eu lieu au XIXe siècle.

## LeVisitador Regente
Pour assurer la collecte des impôts est créé le poste de Visitador Regente, destiné à être un haut dirigeant du vice-roi qui mais dans la pratique allait plus loin. Les premiers nommés sont officiers de la Couronne (en particulier de ses ministres), mais sont également inexpérimentés et très arrogants. La régence de la Nouvelle-Grenade est donnée Juan Francisco Gutiérrez de Piñeres. L'attitude prise par le régent en 1781 dans la recherche de recettes conduit à la révolte des Comuneros. Gutierrez ressuscite l'ancienne taxe de l'Armada de Barlovento (es), ou taxe sur les ventes, qui touche sévèrement les gens de la région de Guanentá, dans l'actuel département de Santander, parce que le coton brut et les fils de coton sont parmi les produits concernés et que la région fabrique du textile avec ce matériau.

## L'insurrection de 1781
Bien qu'en 1752 et 1764-1767 des émeutes avaient déjà éclaté contre le monopole de l'aguardiente, ce sont les mesures prises à la fin des années 1770, qui font que le nouveau soulèvement prend une ampleur nouvelle et sans précédent. En 1779, une force de 1 500 indigènes s'est révolté, mais a été dispersée.
Dans les derniers mois de 1780 apparaissent des émeutes contre le monopole du tabac à Simacota, Mogotes et Charalá, mais les meneurs du mouvement sont dans la ville de Socorro, où le 16 mars 1781, Manuela Beltrán condamne l'édit concernant les nouvelles contributions, au cri de « Vive le roi et la mort à un mauvais gouvernement. Nous ne voulons pas de payer l'armada de Barlovento. »
Au début, les protagonistes visibles sont les pauvres, les femmes comme les hommes. Les émeutes commencent après avoir été reprises par des personnes à la situation un peu meilleure (commerçants, bouchers, petits agriculteurs) et la rébellion prend forme. La pression conduit certains hommes de prestige à la soutenir. Le soulèvement comprend aussi les peuples autochtones, dirigés par Ambrosio Pisco, un cacique riche. Ils ajoutent à la liste des demandes la restitution des terres prises aux communautés amérindiennes.
En tant que général des insurgés ont élu Juan Francisco Berbeo (es), en association avec Salvador Plata, Antonio Monsalve et Francisco Rosillo qui constituent le conseil appelé « El Común » d'où vient le terme de « Comuneros ». Environ 4 000 hommes se rencontrent à Socorro puis marchent en direction de Santafe (aujourd'hui Bogota).
Sur la route, d'autres volontaires rejoignent le mouvement jusqu'à compter un effectif de 20 000 hommes et à Puente Real (aujourd'hui Puente Nacional), près de Vélez, les insurgés rencontrent la petite force a envoyé de Santafe aux ordres du capitaine Joaquín de la Barrera, qui peut arrêter l'avance des comuneros et, tandis que le régent Gutiérrez de Piñeres s'enfuit vers Carthagène des Indes, le gouvernement accepte de transiger et désigne le juge Vasco y Vargas et le maire Don Eustaquio Galavís. L'archevêque (et plus tard vice-roi) Antonio Caballero y Góngora aide par sa présence à mener les négociations.

## Les accords de Zipaquirá
Les dirigeants du comité de négociation parlementent avec les rebelles à El Mortiño (près de Zipaquirá, dans l'actuel département de Cundinamarca), qui a présentent une liste de 35 demandes. La commission décide d'adhérer à toutes les demandes et signe des accords qui sont approuvés par l'Audiencia. Certaines taxes sont diminuées et d'autres sont supprimées, leur collecte est atténuée et il est convenu de donner la préférence aux américains sur les espagnols pour certains postes auxquels ils n'avaient pas accès. Il a également été convenu d'amnistier tous les comuneros.
Les négociations se terminent par un serment sur les Évangiles et une messe solennelle présidée par l'Archevêque, qui a participé à convaincre les insurgés de rentrer chez eux.
Dans les accords de Zipaquirá (espagnol : Capitulations de Zipaquirá) que Berbeo (es) et les Comuneros ont négociés avec la commission officielle se trouvent également la défense des traditions juridiques des villes, la liberté de culture et de commerce du tabac, l'amélioration des routes et des ponts, la rétrocession des salines aux Indiens et d'autres demandes similaires.

## L'échec des négociations
Le vice-roi Manuel Antonio Flores, à Carthagène des Indes, ne reconnait pas les accords, au motif qu'ils ont été signés sous la menace, et envoie le régiment en garnison dans la ville pour restaurer l'autorité de Santafe. Tout revient dans les conditions antérieures. Un groupe de villageois, dirigé par José Antonio Galán, décide de se soulever à nouveau. En guise de représailles, lui et ses compatriotes Isidro Molina, Lorenzo Alcantuz (es) et Manuel Ortiz reçoivent une punition exemplaire.
Galán est pendu en janvier 1782 avec trois autres chefs comuneros et leur tête, leurs mains et leurs pieds sont exposés dans les lieux publics de la capitale coloniale et les villes les plus actives de la rébellion. Leurs descendants sont déclarés infâmes, tous leurs biens confisqués et leurs maisons détruites et arrosées de sel. Le cacique Ambrosio Pisco est emprisonné à Carthagène et bien qu'il soit plus tard gracié, il ne pourra jamais retourner dans l'intérieur du pays. D'autres dirigeants sont condamnés à 200 coups de fouet, à la disgrâce publique et à l'emprisonnement en Afrique. Beaucoup de paysans sans terre sont envoyés au Panama, où ils doivent périr à cause du climat tropical malsain. Les quelques peines infligées aux participants riches sont beaucoup moins graves, certains sont tout simplement emprisonnés à Carthagène et sont ensuite graciés. Beaucoup de gens se dispersent dans les zones périphériques par crainte de représailles.

## Soulèvements en d'autres lieux
En juin 1781, José Ignacio Paredo, lieutenant-gouverneur de Popayán, est tué par un soulèvement à Pasto motivée par l'imposition de l'« Estanco ». Neiva, Guarne, Tumaco, Casanare et Mérida se soulèvent également en parallèle du mouvement de Socorro.
La révolte s'est étendu également à la région d'Antioquia avec les communeros de Guarne, Sopetrán et Sacaojal, qui demandaient également la culture libre du tabac. Ceux de Guarne ont également demandé que soit reconnu le droit d'orpailler. 
Il convient de noter l'émergence presque simultanée de mouvements aux revendications similaires dans la plupart des régions de l'Amérique du Sud espagnole, y compris le mouvement de Túpac Amaru II.

## Conséquences du mouvement
Outre l'aspect économique, qui visait à lutter contre la fiscalité, la révolte porte sur les aspects sociaux et politiques plus communs, car l'une des stipulations des accords de Mortiño était la préférence des Américains pour certains emplois administratifs et impliquait un changement important dans le régime colonial. De plus, ces accords aspiraient également à réhabiliter les ethnies indigènes et Galán a proclamé la liberté des esclaves dans les mines de Malpaso, près de Mariquita, dans l'actuel département de Tolima. Ce fut l'une des charges retenues pour la condamnation à mort des rebelles.
En dépit de ses revendications à court terme et ses déclarations en faveur de l'autorité royale, le mouvement a été vu par plusieurs auteurs comme un avant-goût de l'Indépendance, dans la mesure où c'était une expression de la colère populaire contre les autorités espagnoles et une aspiration à avoir des créoles impliqués dans le gouvernement. Bien que ces événements sont éloignés de ce que sera le processus d'indépendance, il est considéré comme une étape vers un sentiment nationaliste.
Enfin, il a été souligné que l'insurrection des comuneros, dans ses exigences en matière d'égalité sociale et de politique économique, s'est produit avant la Révolution française et que leurs revendications n'étaient guère éloignées de la déclaration des droits de l'homme et du citoyen qu'elle a enfanté.